# 田代三喜
田代 三喜（たしろ さんき，1465年—1537年），名道導，字范翁，號支山人、江春庵，日本室町時代漢醫學家，將李、朱醫學傳入日本，被視為日本後世派醫家的創始者。

## 生平
田代三喜來自武士世家，其祖先田代信綱在伊豆開始行醫，並成為家傳之業。三喜十五歲時有志於醫學，但是因為非僧侶不能行醫，所以入妙心寺為僧。
長亨元年（1487年），隨商船西渡，至中國留學習醫。據說曾經在錢塘師事日本留學僧醫月湖，學到明朝當時流行的李東垣、朱丹溪醫學。明應七年（1498年），攜月湖的著作《全九集》、《濟陰方》歸日。
他最初在鎌倉的江春庵行醫，後移居下野國足利郡。至古河行醫時，受到統領關東的足利成氏的邀請，搬至古河，醫名漸揚，被稱為「古河三喜」。
移居古河之後，三喜脫離僧籍，還俗娶妻。數年後，回到故鄉武藏國（今日本琦玉縣），時常往來關東各地為人治病。享祿四年〈1531年〉，當時年紀二十五的曲直瀨道三，前來向他學習醫術。天文六年〈1537年〉病逝。